# Андреевская (Вашкинский район)
Андреевская — деревня в Вашкинском районе Вологодской области. Административный центр Андреевского сельского поселения.
С точки зрения административно-территориального деления — центр Андреевского сельсовета.
Расстояние по автодороге до районного центра Липина Бора — 31 км. Ближайшие населённые пункты — Становая, Турзино, Угловая.
По переписи 2002 года население — 201 человек (94 мужчины, 107 женщин). Преобладающая национальность — русские (99 %).
Церковь в деревне Андреевская — памятник архитектуры.